# Ius auxilii
Das ius auxilii (Beistandsrecht) war seit der Römischen Republik die älteste konstitutionelle Befugnis der Volkstribunen (tribuni plebis), welche den einzelnen römischen Bürger vor staatlicher Willkür der Magistrate schützte. Das ius auxilii kann als organisierte Selbsthilfe gegen das patrizische imperium verstanden werden, auch als Notwehrrecht.

## Republik
Nach außen hin nahmen die Tribune bereits in prädecemviraler Zeit Hilferechte als Schutzbeamte der Plebs für sich in Anspruch. Gebrauch machten sie davon, wenn Übergriffe der Adelsgewalt drohten. Dieses Hilfeleistungs- und das damit später verknüpfte Interzessionsrecht (ius intercedendi) sowie das Verbietungsrecht (ius prohibendi) eines unantastbaren plebejischen Volkstribuns war zusammen mit dem Provokationsrecht (ius provocandi) das verfassungsprägende Ergebnis für die Republik aus den Ständekämpfen mit den Patriziern. Mit dem Recht zur Interzession konnten unliebsame Amtshandlungen „auf Augenhöhe“ verhindert werden. Die damit verknüpfte tribunizische Gewalt erzeugte die Unverletzlichkeit der Tribune. Die Sakrosanktität wiederum war ein feierlich erklärtes Abwehrrecht gegen die Staatsgewalt, die diesen offenen Widerstand hinnahm.
Das ius auxilii konnte in Krisenzeiten vom Bürger jedoch nicht in Anspruch genommen werden. Die Anordnungen und Erlasse des Diktators waren in seiner halbjährigen Amtszeit absolut und unumkehrbar.

## Prinzipat
Neben der schon innehabenden Unverletzlichkeit eines Volkstribunen beanspruchte Kaiser Augustus 30 v. Chr. noch neben anderen Amtsattributen explizit das ius auxilii für sich. Das Vorgehen legalisierte er, indem das plebejische Amt (tribuni plebis) von der Amtsgewalt (tribunicia potestas) getrennt und somit die tribunizische Rechtskompetenz (potestas) auf ihn als Patrizier übertragen wurde. Augustus beanspruchte sodann lebenslängliches imperium proconulare maius.